# So Into You
"So Into You" är en låt framförd av den kanadensiska sångaren Tamia, inspelad till hennes självbetitlade debutalbum (1998). Den skrevs av Tamia, Tim Kelley, Bob Robinson, Lionel Richie och Ronald LaPread och producerades av duon Tim & Bob. "So Into You" är en R&B-låt i midtempo där framföraren sjunger om en djup förälskelse. Musiken samplar "Say Yeah" (1978) framförd av gruppen The Commodores. Sångtekniken som Tamia använde på låten skiljde sig från hennes tidigare musik då hon använde sig av återhållsammare toner för ett mera förföriskt framträdande.
"So Into You" gavs ut som den tredje singeln från Tamia den 23 juni 1998 och blev en hit på amerikanska R&B-listan där den nådde sjundeplatsen. Låtens musikvideo regisserades av Harvey White och premiärvisades på amerikansk TV i juni 1998. Den nådde topp-tio på BET:s videotopplista i augusti samma år och nominerades senare till en MVPA Award i kategorin "Directorial Debut of the Year". Sedan utgivningen har låten ofta inkluderats på Tamias konserter och turnéer, däribland hennes Ladies First Tour år 2004 och Single Ladies Tour år 2012. År 2003 samplade den amerikanska rapparen Fabolous låten i hans "Into You" där Tamia återigen framförde refrängen.

## Bakgrund och utgivning
Under början av 1990-talet fick den kanadensiska sångaren Tamia ett skivkontrakt med Quincy Jones' Qwest Records och började därefter jobba på en musikkarriär. De kommande åren släpptes flera singlar som blev uppmärksammade. Debuten "You Put a Move on My Heart", "Slow Jams" (framförd tillsammans med Jones, Babyface, Portrait och Barry White) och "Missing You" (framförd tillsammans med Brandy Norwood, Chaka Khan och Gladys Knight) blev alla Grammy-nominerade vilket gjorde Tamia till en av de mest lovande nya R&B-sångarna i USA. Det fanns därför höga förväntningar på debutalbumet Tamia som släpptes i april 1998.
Utgivningen föregicks av huvudsingeln "Imagination" som nådde plats 12 på amerikanska R&B-listan och "Falling for You" som släppes som en singel i Japan. "So Into You" gavs ut som skivans tredje singel under sommaren 1998. Den skickades till urban ac- urban-radio den 19 juni och blev en av veckans mest addade singlar. "So Into You" skickades till rhytmic-, contemporary hit radio den 7 augusti 1998.

## Inspelning och komposition

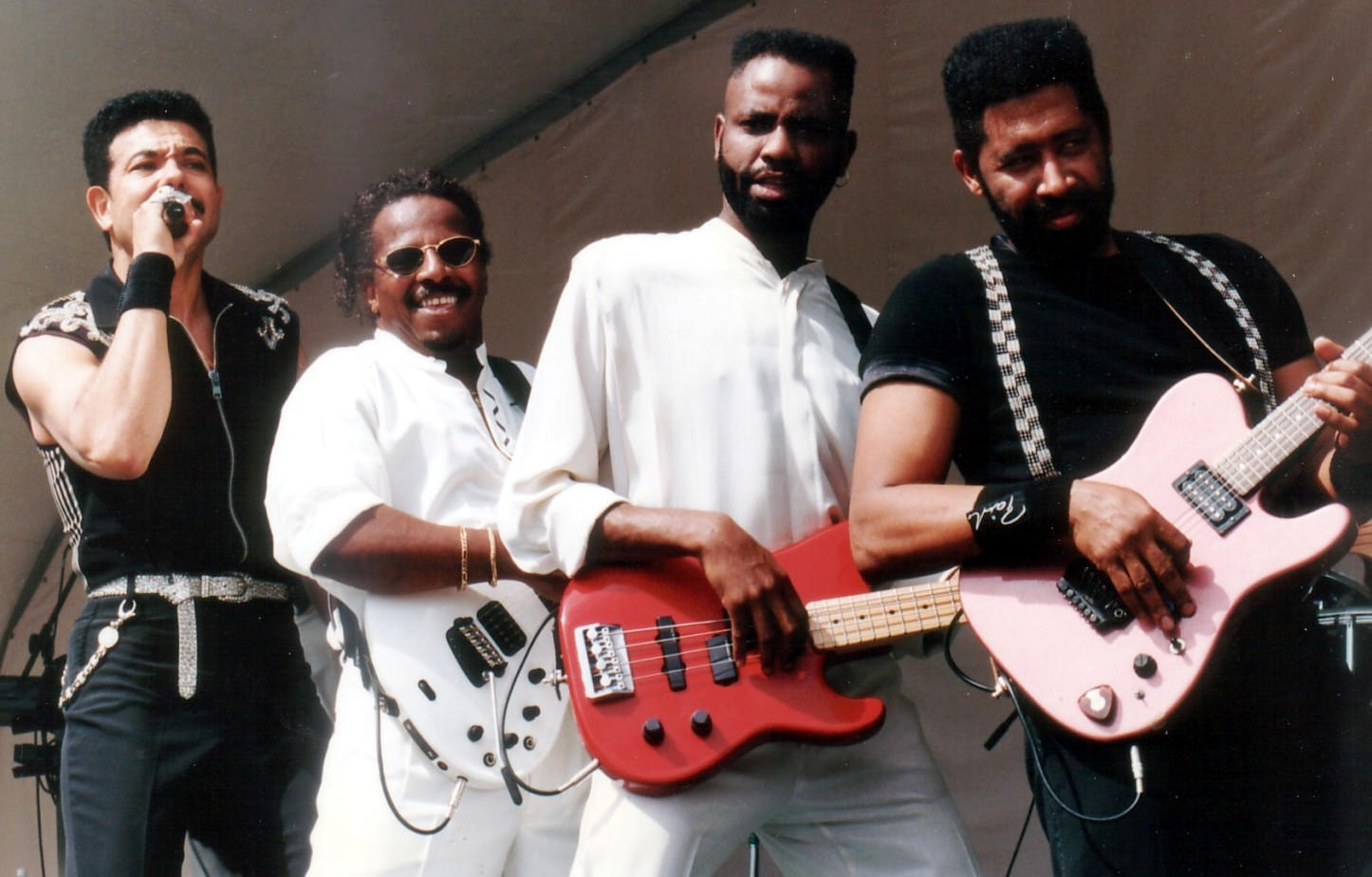
Musiken i "So Into You" bygger på en sampling av "Say Yeah" framförd av gruppen The Commodores

"So Into You" skrevs av Tim Kelley, Bob Robinson, Lionel Richie, Ronald LaPread och Tamia. Den producerades av Kelley och Robinson; mer kända som produktionsduon Tim & Bob. En del av låtens bakgrundssång framfördes av den amerikanska R&B-sångaren Mario Winans. Tamia och Winans sång spelades in av Stephanie Gylden vid Westlake Recording Studios i Los Angeles, och låten ljudmixades av Dave Wayy vid Larrabee Sound Studios i Los Angeles. En officiell remixversion av låten skapades av Wyclef Jean och Jerry Wonda. Den versionen hade en annorlunda instrumentering och innehöll ytterligare verser av den amerikanska rapparen Free men behöll Tamias sång från originalversionen.
"So Into You" är en R&B-låt i midtempo som har en speltid på fyra minuter och tjugotvå sekunder (4:22). Musiken samplar "Say Yeah" (1978) framförd av R&B-gruppen The Commodores. En skribent från tidskriften Vibe Magazine ansåg att "So Into You" hade "lättsamma grooves" medan Billboard beskrev låtens melodier som "komplexa" och berömde den "ovanligt genomtänkta" låttexten. Sångstilen som Tamia använde på låten var annorlunda från hennes tidigare arbeten som gjort henne känd som ett "kraftpaket". I "So Into You" använde hon sig istället av återhållsammare toner och ett mera förföriskt framförande som Billboard ansåg var passande för låten.
I "So Into You", som var den första låten Tamia skrev i sin professionella musikkarriär, sjunger sångaren om en djup förälskelse. I låtens brygga sjunger Tamia: "I think you're truly something special/ Just what my dreams are really made of" och fortsätter sedan i refrängen: "I really like what you've done to me/ I can't really explain it, I'm so into you". Om skapandet kommenterade hon: "Jag skrev låten tillsammans med Tim [Kelley] och Bob [Robinson]. Dom hade låten och jag tyckte den var helt fantastisk." Tamia lyssnade på inspelningen med Jones som ansåg att Greg Fillingaines skulle bidra med piano. I en intervju år 2015 beskrev Tamia processen: "Quincy sa 'Greg, du borde göra något på låten'. Greg började spela och han var fantastisk. Jag insåg att vi hade något stort på gång. Quincy hörde det, Greg bidrog med sitt och det kändes bara bra i magen direkt."

## Mottagande och försäljning
Larry Flick från Billboard var positiv i sin recension av remixversionen av låten. Han beskrev den som en "lättsam" och "lekfull" låt som "sköljer över sinnena som en sval, uppfriskande bris." Han avslutade recensionen med att skriva: "Radioprogrammerare kommer att snubbla över sig själva för att få spela detta vinnande och hitsäkra nummer." När Paul Verna från samma tidskrift recenserade Tamia en tid senare skrev han: "På fullängdsdebuten glänser Quincy Jones'-lärlingen på ballader och midtempo-låtar som 'So Into You', 'Falling for You' och 'Rain on Me'." I oktober 1998 tog låten fjärdeplatsen på tidskriften Jet Magazines topplista Jet Top 20 Singles. Billboard placerade 2018 "So Into You" på plats 79 på sin lista "The 98 Greatest Songs of 1998: Critics' Picks". Vid en tillbakablick år 2020 beskrev Essence Magazine "So Into You" som Tamias mest "igenkänningsbara" hitlåt. 
"So Into You" gick in på plats 91 på amerikanska Billboard Hot 100 den 18 juli 1998. Den 8 augusti erhöll den titeln "Greatest Gainer/Sales" när den klättrade från plats 49 till 41. Låten nådde som högst plats 30 på listan. Låten hade större framgång på Billboards förgreningslista Hot R&B/Hip-Hop Songs. Första gången den noterades på listan var på plats 41 den 11 juli 1998. Veckan efter (samma vecka som den gick in på Hot 100-listan) klättrade "So Into You" till plats 25. Den 15 augusti 1998 rapporterade Billboard att konkurrensen på listan ökade då flera nya singlar gått in på topp-tio. Detta gjorde att "So Into You" föll från plats 11 till 14 trots en ökad radiopublik på 1,5 miljoner lyssnare jämfört med föregående vecka. Under följande veckor klättrade låten långsamt på listan. Den nådde topp-tio den 29 augusti och sjundeplatsen den 26 september 1998, vilket blev dess högsta position på listan. Låten tillbringade sammanlagt 27 veckor på listan och blev en av Tamias största hits i karriären. Fram till 1999 var "So Into You" hennes högsta notering på listan innan den ersattes av "Spend My Life With You", en duett med Eric Benet som nådde förstaplatsen.

## Musikvideo och liveframträdanden
Musikvideon till "So Into You" regisserades av Harvey White. I dess första scener syns Tamia och en grupp andra unga kvinnor umgås i en lägenhet. När refrängen börjar visar andra sekvenser hur vännerna sätter på TV:n i rummet och tittar på Tamia som framför låten i ett rum där olika ljusfenomen och kristaller svävar omkring henne. Den amerikanska TV-personligheten Nicole Richie hade en Cameoroll. Videon premiärvisades på amerikansk TV den 12 juni 1998 och lades till i BET:s spellista den 20 juni 1998 och i The Box veckan efter. Enligt Billboards "Video Monitor", en sammanfattning gjord av Nielsen Broadcast Data Systems över de mest spelade musikvideorna på olika musikvideokanaler, gick videon in på plats 28 på BET:s videotopplista den 4 juli samma år. Videon nådde niondeplatsen på listan den 12 september 1998. Vid den åttonde upplagan av den årliga prisceremonin MVPA Awards var videon nominerad i kategorin "Directorial Debut of the Year".
Tamia framförde "So Into You", "You Put a Move on My Heart" och "Yah Mo B There" (som duett tillsammans med James Ingram) vid Motown Live 1998. Efter utgivningen har "So Into You" alltid inkluderats i låtlistan på hennes konserter och turnéer, däribland Ladies First Tour år 2004, hennes gemensamma turné med R. Kelly, Single Ladies Tour, år 2012 och hennes Sydafrikanska Beautiful Surprise Tour år 2014.

## Coverversioner

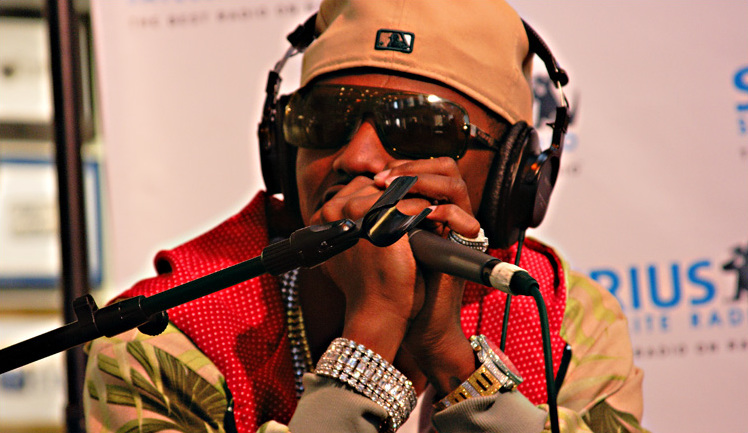
Fabolous samplade "So Into You" i "Into You" 2003

År 2003 samplade den amerikanska rapparen Fabolous låtens musik och refräng i "Into You". Låtens rappverser skrevs av Fabolous med ytterligare produktion av DJ Clue och Duro. Den amerikanska sångaren och skådespelaren Ashanti framförde refrängen på albumversionen som planerades att ges ut som skivans tredje singel. Fabolous' skivbolag Elektra Records hade dessvärre svårt att få tillstånd att ge ut "Into You" med Ashanti varpå ny version med Tamia skapades. Låten gavs ut som en singel den 15 juli 2003 och blev en hit som nådde fjärde respektive sjätteplatsen på Billboard Hot 100 och Hot R&B/Hip-Hop Songs. Låten hade även framgångar i Australien där den nådde topp-tio samt i Irland och Nederländerna där den nådde topp-fyrtio. Låten inkluderades senare på Tamias tredje studioalbum More (2004).

## Format och låtlistor
Nedan listas ett urval av de vanligaste singelutgivningarna av "So Into You"
| 1. | So Into You (Radio Edit)    | 3:59 |
| 2. | So Into You (Album Version) | 4:22 |
| 3. | So Into You (Instrumental)  | 4:22 |

| 1. | So Into You (Album Version) | 4:22 |
| 2. | Imagination (Album Version) | 3:46 |

| 1. | So Into You (Album Version)     | 4:22 |
| 2. | So Into You (Instrumental)      | 3:22 |
| 3. | Falling for You (Album Version) | 5:12 |
| 4. | So Into You                     | 3:56 |

| 1. | So Into You (Radio Edit)                            | 3:56 |
| 2. | So Into You (Wyclef Jean Main Mix) (Featuring Free) | 3:37 |
| 3. | So Into You (Wyclef Jean Main Mix) (Featuring Free) | 3:55 |
| 4. | So Into You (Instrumental)                          | 4:23 |
| 5. | So Into You (A cappella)                            | 3:55 |

## Medverkande
Information hämtad från studioalbumets skivhäfte
- Tamia – huvudsång, bakgrundssång, låtskrivare
- Tim Kelley – låtskrivare, producent
- Bob Robinson – låtskrivare, producent
- Lionel Richie – låtskrivare
- Ronald LaPread – låtskrivare
- Stephanie Gylden – inspelning
- Dave Wayy – ljudmix
- Mario Winans – bakgrundssång

## Topplistor
| Listor (1998)                         | Högsta listplacering |
| ------------------------------------- | -------------------- |
| USA Billboard Hot 100                 | 30                   |
| USA Hot R&B/Hip-Hop Songs (Billboard) | 7                    |

| Listor (1998)                         | Högsta listplacering |
| ------------------------------------- | -------------------- |
| USA Hot R&B/Hip-Hop Songs (Billboard) | 32                   |

## Utgivningshistorik
| Region | Datum          | Format                                  | Skivbolag       |
| ------ | -------------- | --------------------------------------- | --------------- |
| USA    | 19 juni 1998   | Radio (urban ac, urban)                 | Elektra Records |
| USA    | 7 augusti 1998 | Radio (rhytmic, contemporary hit radio) | Elektra Records |